# Me duele la boca de decirlo
Me duele la boca de decirlo es el álbum debut de la banda española Hora Zulu, lanzado en 2002.

## Historia
El disco se graba en Vigo, en febrero de 2002 con Pablo Iglesias como productor. Es presentado oficialmente en el Festimad (Móstoles, Madrid) del mismo año. A la salida del álbum le acompaña una gira que les llevará durante dos años a todos los rincones del país. Antes de cumplirse las 10 primeras actuaciones en directo de la banda, Alberto Pinto abandona el grupo tras un concierto durante la convención anual de ventas de El Diablo y es sustituido por Álex Bedmar, quien se integra permanentemente en Hora Zulu abandonando sus proyectos paralelos.

## Lista de canciones
| N.º     | Título                  | Duración |  |
| 1.      | «Agua de mayo»          | 3:49     |  |
| 2.      | «Tango»                 | 3:53     |  |
| 3.      | «Andaluz de nacimiento» | 3:03     |  |
| 4.      | «Dice el poniente»      | 3:09     |  |
| 5.      | «Tientos»               | 3:22     |  |
| 6.      | «En el lugar a estar»   | 4:05     |  |
| 7.      | «De buena mañana»       | 3:47     |  |
| 8.      | «En el andén»           | 4:01     |  |
| 9.      | «A ver si me entiendes» | 4:08     |  |
| 10.     | «Y no protesto»         | 3:59     |  |
| 11.     | «Golpes de pecho»       | 3:59     |  |
| 12.     | «Yonki Supastar»        | 8:17     |  |
| 49 mins |                         |          |  |

- Datos: Q6008046